# Валтурк
Валтурк је назив за топионичара, члана дружине власника топионице (кола) у средњовековној Србији. 

## Значење
У документима из турског периода користи се и назив ватрук. Валтруци нису били прави рудари, како је веровао Константин Јиречек, већ они који купују руду од рудника и израђују је у колу, како објашњава један стари турски рукопис о рударству. Валтурци долазе до сребра те су зато били у најближем додиру са трговцима и под будним надзором цариника и државних органа. Отуда се они у документима јављају чешће него рудари. Валтурци су се бринули о техничкој страни посла и надзирали особље које је радило у топионици, улагали су новац у постројења и руду и остваривали профит од продаје. У тестаментима дубровачких трговаца помиње се валтурштина у значењу накнаде валтурцима за неправедно одузету имовину. 